# فاتن شعبان
فاتن شعبان (18 فبراير 1966 -)، ممثلة مصرية. مولودة في الجيزة خريجة المعهد العالي للفنون المسرحية، اشتهرت بالأدوار الكوميدية.

## أعمالها
- 2001: لحظات حب

## وصلات خارجية
- فاتن شعبان على موقع الدهليز
- فاتن شعبان على موقع قاعدة بيانات الأفلام العربية